# Hermokreon (Archon)
Hermokreon (altgriechisch Ἑρμοκρέων Hermokréon) war ein antiker griechischer Politiker. Laut dem Zeugnis der mit dem Namen des Aristoteles verbundenen Athenaion politeia war er Archon eponymos in Athen am Ende des 6. Jahrhunderts v. Chr.
Die Athenaion politeia berichtet, in seinem Amtsjahr hätten die Athener im Rahmen der Reformen des Kleisthenes den Eid eingeführt, den die Mitglieder des Rats der Fünfhundert bis zu Aristoteles’ Zeiten zu leisten hatten:

«Πρῶτον μὲν οὖν ἔτει πέμπτῳ μετὰ ταύτην τὴν κατάστασιν, ἐφʼ Ἑρμοκρέοντος ἄρχοντος, τῇ βουλῇ τοῖς πεντακοσίοις τὸν ὅρκον ἐποίησαν, ὃν ἔτι καὶ νῦν ὀμνύουσιν.»

„Zunächst also im fünften Jahre nach der Errichtung dieser Staatsordnung, unter dem Archonten Hermokreon, entwarf man für den Rat der Fünfhundert den Eid, den sie auch heute noch leisten.“

Unter der „Errichtung dieser Staatsordnung“ wird allgemein die Phylenreform des Kleisthenes verstanden, die während des Archontats des Isagoras im Jahr 508/507 v. Chr. beschlossen wurde. Demnach hätte das Amtsjahr des Hermokreon das Jahr 504/503 v. Chr. umfasst. Dies fällt aber in das von Dionysios von Halikarnassos für Akestorides bestimmte Amtsjahr. Die moderne Forschung hat diesen Widerspruch in den Quellen zum Beispiel dadurch zu lösen versucht, dass sie das bei Aristoteles überlieferte „im fünften“ (πέμπτῳ) zu „im achten“ (ὀγδόῳ) korrigieren wollte. Durch diese Emendation würde Hermokreons Archontat ins Jahr 501/500 v. Chr. rutschen. Unterstützung fände diese Ansetzung dadurch, dass die Athenaion politeia anschließend mitteilt, dass die Athener im zwölften Jahr danach, unter dem Archonten Phainippos, die in das Jahr 490 v. Chr. datierte Schlacht bei Marathon gewannen.
Doch schiebt Aristoteles noch die Information ein, die Athener hätten begonnen, ihre Strategen nach Phylen zu bestimmen. Die philologische Diskussion zur Stelle dreht sich um die Auflösung des Wortes ἔπειτα, das den Satzanschluss bildet und sowohl „dann, danach, später“ als auch „auch, weiter“ bedeuten kann. Entsprechend kann die Phylenreform und die Strategenwahl nach Phylen als mehr oder minder gleichzeitig oder als Elemente einer chronologischen Aufzählung zeitlich getrennt, ἔπειτα also temporal aufgefasst werden. Gleichwohl wird von vielen Hermokreons Archontat in das Jahr 501/500 v. Chr. datiert.
Neben der Überlieferung in der Athenaion politeia findet sich bei Iulius Pollux die Mitteilung, dass Alkmaion Archon war, als die zehn kleisthenischen Phylen eingeführt wurden. Diese zusätzlich Verwirrung stiftende Information versucht man dadurch zu lösen, dass man annimmt, in Alkmaions Jahr als Archon seien die Phylen eingerichtet, der Beschluss dazu aber im Jahr zuvor gefasst worden. Dem folgt ein Großteil der Althistoriker und setzt das Archontat des Alkmaion in das bürgerliche Jahr 507/506 v. Chr. nach dem attischen Kalender. Bereits Ulrich von Wilamowitz-Moellendorff vermutete – jedoch ohne Bezug auf Pollux oder Alkmaion –, dass das Jahr 507/506 v. Chr. als Jahr der „Errichtung der Staatsordnung“ (κατάστασις) galt und setzte das Archontenjahr des Hermokreon in das Jahr 503/502 v. Chr. Aus ähnlichen Gründen datierten auch weitere Historiker das Archontat in dieses Jahr. Andere urteilten vorsichtiger, indem sie sagen, das Jahr müsse vor 501/500 v. Chr. gelegen haben oder ein nicht bestimmbares der zur Verfügung stehenden Jahre zwischen 506/505 und 502/501 v. Chr. gewesen sein.